# 弗林特郡旗
弗林特郡旗（英語：Flintshire flag）是英國威爾斯弗林特郡的郡旗。郡旗設計活動開始於2012年9月，並在2015年2月24日決定結果。 